# 巨宝山乡
巨宝山乡，是中华人民共和国黑龙江省绥化市庆安县下辖的一个乡镇级行政单位。

## 行政区划
巨宝山乡下辖以下地区：
巨龙村、巨泉村、巨兴村和巨宝村。